# New South Wales Open 1988
Das New South Wales Open 1988 war der Name eines Tennisturniers der WTA Tour 1988 für Damen sowie eines Tennisturniers des Grand Prix 1988 für Herren.